# 東長田町
東長田町（ひがしちょうだちょう）は、愛知県名古屋市北区にある地名。現行行政地名は東長田町1丁目から東長田町4丁目。住居表示未実施。

## 地理
名古屋市北区南東部に位置する。東は大曽根一丁目、西は杉栄町、南は東大杉町、北は東水切町に接する。

## 歴史

### 地名の由来
長田町の東にあることによる。長田の名は、水利や作付けの都合上により、南北に長い長方形の田が多くあったことによるという。

### 沿革
- 1929年（昭和4年）9月5日 - 東区杉村町字田中・中田・尻広・花ノ木・薬師裏の各一部により、同区東長田町として成立[1]。
- 1944年（昭和19年）2月11日 - 北区成立に伴い、同区東長田町となる[9]。

## 世帯数と人口
2019年（平成31年）1月1日現在の世帯数と人口は以下の通りである。
| 町丁     | 世帯数  | 人口  |
| -------- | ------- | ----- |
| 東長田町 | 325世帯 | 644人 |

## 学区
市立小・中学校に通う場合、学校等は以下の通りとなる。また、公立高等学校に通う場合の学区は以下の通りとなる。
| 番・番地等 | 小学校               | 中学校               | 高等学校 |
| ---------- | -------------------- | -------------------- | -------- |
| 全域       | 名古屋市立杉村小学校 | 名古屋市立若葉中学校 | 尾張学区 |

## 施設
- 天理教鈴名分教会[6]北緯35度11分30.2秒 東経136度55分34.8秒 / 北緯35.191722度 東経136.926333度

## その他

### 日本郵便
- 郵便番号 : 462-0827[3]（集配局：名古屋北郵便局[12]）。